# Pleidelsheim
Pleidelsheim è un comune tedesco di 6 324 abitanti, situato nel land del Baden-Württemberg.